# Lidia Redondo (gimnasta)
Lidia Redondo Ruiz de Arévalo (La Zubia, 7 de marzo de 1992) es una gimnasta rítmica española, bronce en la general del Mundial de Stuttgart (2015) y 4.ª en los Juegos Olímpicos de Londres 2012 con el conjunto español. Posee además varias medallas en pruebas de la Copa del Mundo y otras competiciones internacionales. El conjunto al que perteneció es conocido como el Equipaso.
Una lesión en el tobillo izquierdo que llevaba arrastrando del año anterior hizo que anunciara su retirada el 24 de marzo de 2014, tras lo cual fue operada en abril. Regresó como integrante del conjunto español titular para enero de 2015. Tras volver a ser operada en mayo de 2016, esta vez del pie derecho, dejó los entrenamientos del equipo nacional de manera indefinida. Lidia es graduada en INEF (Ciencias de la Actividad Física y el Deporte) por la Universidad Politécnica de Madrid, además de entrenadora nacional, Juez Nacional por la RFEG y Juez Internacional por la FIG.

## Biografía deportiva

### Inicios
Con 5 años de edad comenzó a practicar gimnasia rítmica como actividad extraescolar en el Patronato Municipal de Deportes de Granada. Poco después pasaría al Club Granada, con el que entrenaría en la Ciudad Deportiva en Armilla, participando inicialmente en varias competiciones a nivel escolar y municipal. Con 9 años y con su entrenadora Julia López Cámara, acudió a su primer Campeonato de España, celebrado en Arganda del Rey. Pasó entonces a integrar la selección andaluza y a formar parte del Plan de Captación de Talentos Deportivos, acudiendo a concentraciones mensuales en las que se vigilaba su progresión y perfeccionaban sus condiciones físicas. 
En 2003 asistió en Logroño a su primera concentración a nivel nacional, en la que diversos técnicos de la Real Federación Española de Gimnasia buscaron mediante la realización de diferentes pruebas a las futuras integrantes del equipo nacional. Ese mismo año obtuvo la medalla de bronce en el Campeonato de Andalucía Individual. En 2004 quedó subcampeona de España, 1.ª clasificada en manos libres y 2.ª clasificada en pelota en el Campeonato de España de Clubes y Autonomías.

### Etapa en la selección nacional

#### 2004 - 2007: etapa como júnior
En 2004 es escogida por la seleccionadora Anna Baranova y por Nina Vitrichenko para formar parte del conjunto júnior de la selección nacional de gimnasia rítmica de España, entrenado por Noelia Fernández, siendo en julio contactada por carta por la RFEG para convocarla a la concentración permanente para el ciclo 2004-2008 en el Centro de Alto Rendimiento de Madrid, incorporándose finalmente en noviembre. En 2005, siendo parte del conjunto júnior logró la 2.ª posición en la general y la 3.ª en la final de 5 pelotas en el Torneo Internacional de Portimão (su debut con el equipo), la 5.ª posición en el Torneo Internacional de Nizni Nóvgorod, y el 4.º puesto en el Campeonato Europeo de Moscú.
En 2006 pasa a formar parte de la selección española individual júnior. En el Campeonato de España Individual celebrado en León, logra la medalla de oro en mazas y en cinta en la categoría júnior de honor, además de ser 4.ª en aro. En el Torneo Internacional Irina Deleanu en Bucarest (Rumanía), también como individual, queda 6.ª clasificada en aro en la categoría júnior. En 2007, de nuevo con el conjunto nacional júnior, consiguió la 5.ª plaza en la general y la 8.ª en la final de 10 mazas en el Torneo Internacional júnior paralelo a la Copa del Mundo de Portimão, la 3.ª posición en el Torneo Internacional de Ginebra y la 7.ª en el Campeonato Europeo de Bakú.

#### 2008 - 2012: ciclo olímpico de Londres 2012

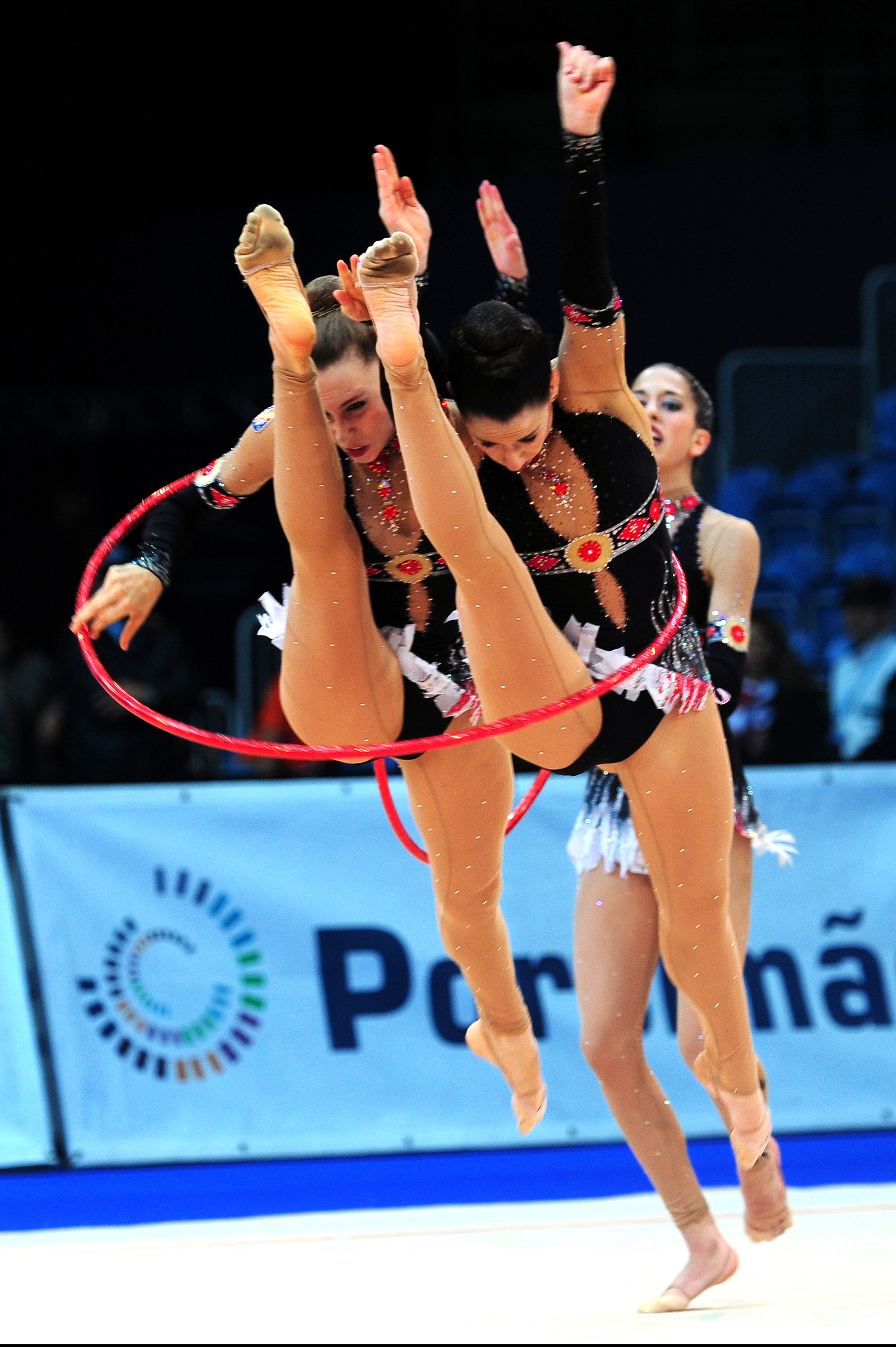
Lidia (izquierda) en la Copa del Mundo de Portimão (2009).

En 2008 se incorporó al conjunto sénior, participando ese año únicamente en la Andalucía Cup de Conjuntos, disputada en el marco del Grand Prix de Marbella y donde el combinado español logró el oro en 5 cuerdas. En 2009 pasaría a ser gimnasta titular del conjunto, entrenado entonces por la seleccionadora Efrossina Angelova junto a Sara Bayón (que tras dejar el equipo en mayo de 2009 sería sustituida por Noelia Fernández). Para este año el conjunto se renovó casi por completo, permaneciendo, de las gimnastas que habían estado en Pekín 2008, únicamente Ana María Pelaz. Algunas gimnastas como Bet Salom decidieron abandonar la selección debido a la decisión de Angelova de aumentar el número de horas de entrenamientos, lo que los hacía incompatibles con sus estudios. A partir de este año Lidia fue siempre gimnasta titular en los dos ejercicios de cada temporada. En abril de 2009 logró dos medallas de plata (en el concurso general y en 3 cintas y 2 cuerdas) en la prueba de la Copa del Mundo celebrada en Portimão (Portugal), además del 6.º puesto en 5 aros. En septiembre, en el Campeonato Mundial de Mie, el conjunto obtuvo el 6.º puesto tanto en el concurso general como en la final de 5 aros, y el 7.º en 3 cintas y 2 cuerdas. El conjunto titular lo formaron ese año Lidia, Loreto Achaerandio, Sandra Aguilar, Ana María Pelaz (capitana) y Alejandra Quereda, además de Nuria Artigues y Sara Garvín como suplentes al principio y al final de la temporada respectivamente.
Para 2010 Lidia volvería a ser gimnasta titular en los dos ejercicios de la temporada. En abril tuvo lugar el Campeonato Europeo de Bremen, donde el combinado español logró la 5.ª plaza en el concurso general, la 6.ª en 3 cintas y 2 cuerdas, y la 8.ª en 5 aros. En septiembre disputaron el Campeonato Mundial de Moscú, obteniendo la 15.ª plaza en el concurso general y la 8.ª en la final de 3 cintas y 2 cuerdas. El conjunto para esa competición lo integraron Lidia, Loreto Achaerandio, Sandra Aguilar, Miriam Belando (que no había estado en Bremen), Elena López y Alejandra Quereda, además de Yanira Rodríguez como suplente.
En enero de 2011 Anna Baranova regresó como seleccionadora nacional, con Sara Bayón como entrenadora del conjunto junto a la propia Anna. En esos momentos el equipo llevaba tres meses de retraso respecto a los demás, el intervalo de tiempo entre la destitución de Efrossina Angelova (que interpuso una demanda a la Federación por despido improcedente) y la contratación de Anna Baranova, llegando algunas gimnastas a regresar a sus clubes de origen durante este periodo, aunque varias siguieron trabajando a nivel corporal y técnica de aparato con Noelia Fernández a la espera de una nueva seleccionadora. Con la vuelta de Anna y Sara, se realizaron nuevos montajes de los dos ejercicios con el objetivo de clasificarse en el Mundial de ese año para los Juegos Olímpicos de Londres 2012. El nuevo montaje de 5 pelotas tenía como música «Red Violin» de Ikuko Kawai (un tema basado en el adagio del Concierto de Aranjuez), mientras que el de 3 cintas y 2 aros usaba Malagueña de Ernesto Lecuona en las versiones de Stanley Black And His Orchestra y de Plácido Domingo. Este año Lidia seguiría siendo gimnasta titular en los dos ejercicios. Durante esa temporada, el conjunto se consiguió clasificar para diversas finales en pruebas de la Copa del Mundo, además de hacerse con las 3 medallas de oro en juego tanto en el US Classics Competition en Orlando como en el II Meeting en Vitória (Brasil). En el Campeonato Mundial de Montpellier (Francia) no pudieron clasificarse directamente para los Juegos Olímpicos, ya que obtuvieron la 12.ª posición y una plaza para el Preolímpico tras fallar en el ejercicio de cintas y aros al hacerse un nudo en una cinta tras el choque en el aire de dos de ellas. Además lograron la 6.ª plaza en la final de 5 pelotas. Tras el Campeonato del Mundo de Montpellier siguieron sus entrenamientos con el objetivo de poder clasificarse finalmente para los Juegos en la cita preolímpica. En noviembre participaron en el Euskalgym y en diciembre, en el I Torneo Internacional Ciudad de Zaragoza, consiguieron la medalla de plata tras las rusas. El conjunto titular ese año estuvo formado por Lidia, Sandra Aguilar, Loreto Achaerandio, Elena López, Lourdes Mohedano y Alejandra Quereda (capitana). 
Para 2012, Lidia seguiría siendo gimnasta titular en los dos ejercicios. En enero el conjunto español de gimnasia rítmica logró el oro en el torneo Preolímpico de Londres 2012, asegurando su participación en los Juegos Olímpicos de Londres 2012. En mayo, el conjunto español obtuvo la medalla de bronce en la clasificación general de la prueba de la Copa del Mundo celebrada en Sofía (Bulgaria) y la medalla de oro en la final del ejercicio mixto de cintas y aros. En julio de 2012 el conjunto consiguió la medalla de bronce en la clasificación general de la prueba de la Copa del Mundo celebrada en Minsk.

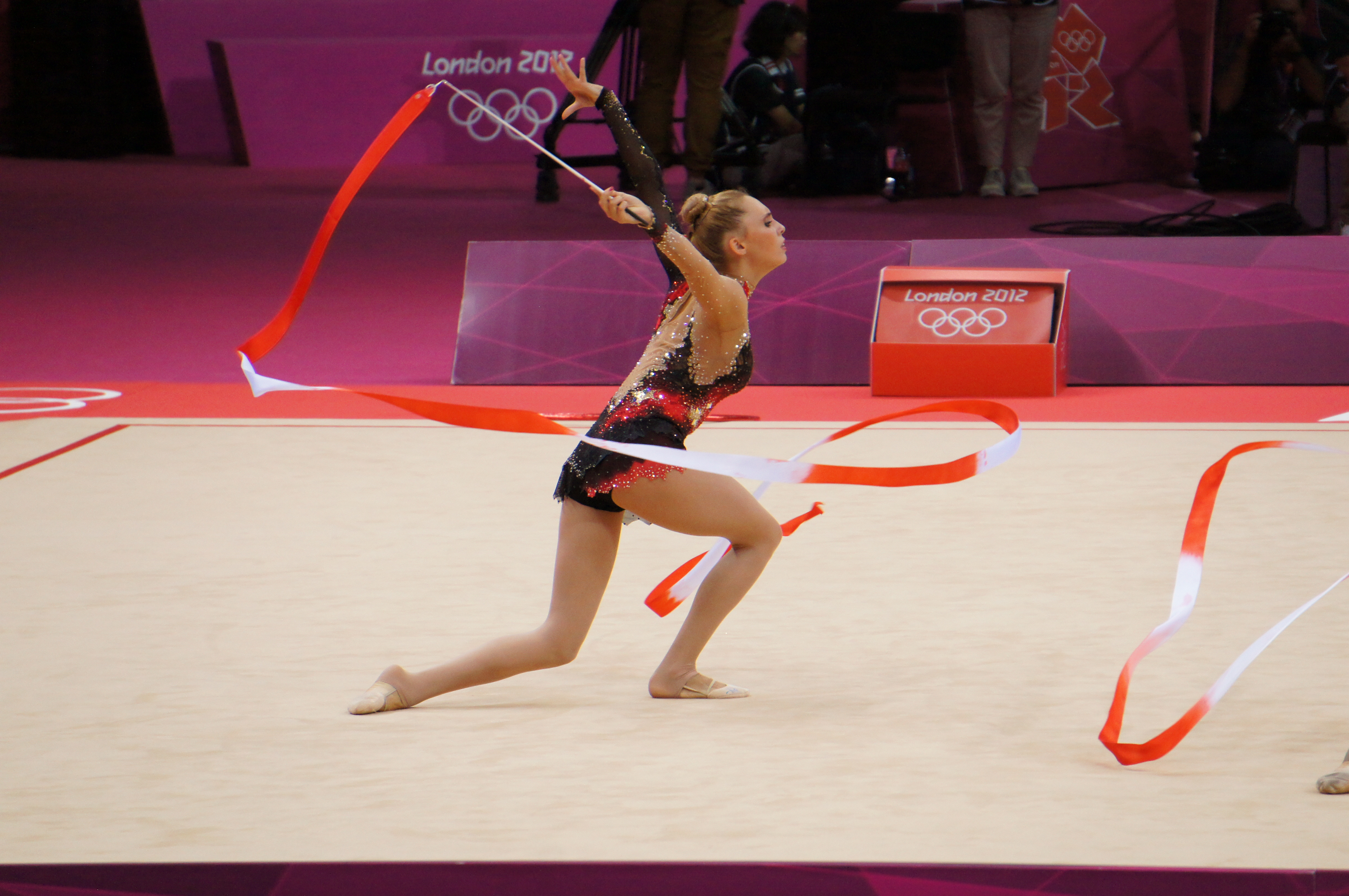
Lidia Redondo durante el ejercicio de 3 cintas y 2 aros en los Juegos Olímpicos de Londres 2012.

Posteriormente, Lidia acudió con el equipo a los Juegos Olímpicos de Londres 2012, su primera y única experiencia olímpica. En la fase de clasificación, el conjunto español, compuesto por Lidia, Loreto Achaerandio, Sandra Aguilar, Elena López, Lourdes Mohedano y Alejandra Quereda (capitana), sumó 54,550 puntos (27,150 en 5 pelotas y 27,400 en 3 cintas y 2 aros), lo que les colocó quintas en la clasificación general y las metió en la final. En la final olímpica celebrada en el Wembley Arena, el conjunto español realizó un primer ejercicio de 5 pelotas en el que obtuvieron una puntuación de 27,400 puntos, colocándose en 5.ª posición y mejorando en 250 centésimas con respecto a su puntuación obtenida el día de la clasificación. En el ejercicio de 3 cintas y 2 aros obtuvieron una puntuación de 27,550 puntos. España reclamó la nota de dificultad del ejercicio, que fue de 9,200, aunque la reclamación fue rechazada por la Federación Internacional de Gimnasia (FIG). Tras finalizar los dos ejercicios, España acumuló un total de 54,950 puntos, lo que le sirvió para acabar la competición en 4.ª posición y obtener el diploma olímpico. El 13 de octubre de 2012 se celebró en Granada el I Trofeo Nacional de Conjuntos Lidia Redondo, al que asistió la propia Lidia, y en noviembre participó junto a sus compañeras en una exhibición en el Euskalgym.

#### 2013 - 2015: ciclo olímpico de Río 2016

##### 2013 - 2014: lesiones, recaída y retirada temporal

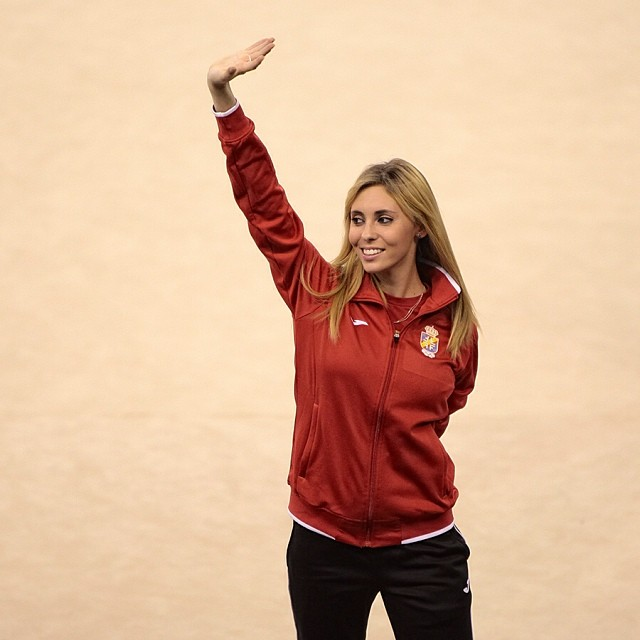
Lidia como miembro del conjunto español en una exhibición en el Campeonato de España de Conjuntos en Granada (2013) poco antes de su retirada temporal.

En 2013, el conjunto estrenó los dos nuevos ejercicios para la temporada: el de 10 mazas y el de 3 pelotas y 2 cintas. El primero empleaba como música «A ciegas» de Miguel Poveda, y el segundo los temas «Still», «Big Palooka» y «Jive and Jump» de The Jive Aces. Para este año, Redondo seguiría siendo titular en ambos montajes. Las nuevas componentes del equipo esta temporada fueron Artemi Gavezou y Marina Fernández (que se retiraría en agosto de 2013). En febrero, Lidia se lesiona en el pie izquierdo, aunque pudo competir infiltrada en las primeras competiciones del año. En el mes de abril, en la prueba de la Copa del Mundo disputada en Lisboa, el conjunto fue medalla de oro en la general y medalla de bronce en 3 pelotas y 2 cintas. Posteriormente fueron medalla de plata en 10 mazas en la prueba de la Copa del Mundo de Sofía. Después de esta competición, la lesión en el pie izquierdo que arrastraba desde febrero le provocó una sobrecarga en el pie derecho, con fractura de estrés en el segundo metacarpiano. No obstante participaría en sendas exhibiciones en Corbeil y en Barcelona (donde además participó en un torneo). Esta nueva lesión llevó a finales de julio a la decisión técnica de las entrenadoras de no contar con ella para las dos últimas competiciones del año, la prueba de la Copa del Mundo de San Petersburgo y el Campeonato Mundial de Kiev. Tras el verano y después de tratarse su lesión en Canarias, regresó nuevamente a la concentración del equipo, pero volvió a sufrir una lesión en el pie izquierdo, lo que la obligó a guardar reposo.
Tras proclamarse campeonas del mundo, las gimnastas del conjunto español realizaron una gira donde participaron en varias exhibiciones. Lidia actuaría generalmente en un baile de gala junto a sus compañeras en algunas de ellas, concretamente en el Arnold Classic Europe en Madrid, la Gala Solidaria a favor del Proyecto Hombre en Burgos (donde realizó además el ejercicio de 10 mazas debido a la lesión de Elena López), el Euskalgym en Bilbao y el Campeonato de España de Conjuntos en Granada. Además, realizaron un calendario cuyo fin era recaudar dinero para costear las próximas competiciones.
El 24 de marzo de 2014 se anunció su retirada junto a la de Loreto Achaerandio. El 30 de abril fue operada con éxito del tobillo izquierdo por el doctor Manuel Leyes en la Clínica Cemtro de Madrid.

##### 2015: regreso, bronce mundial en Stuttgart y mayores reconocimientos

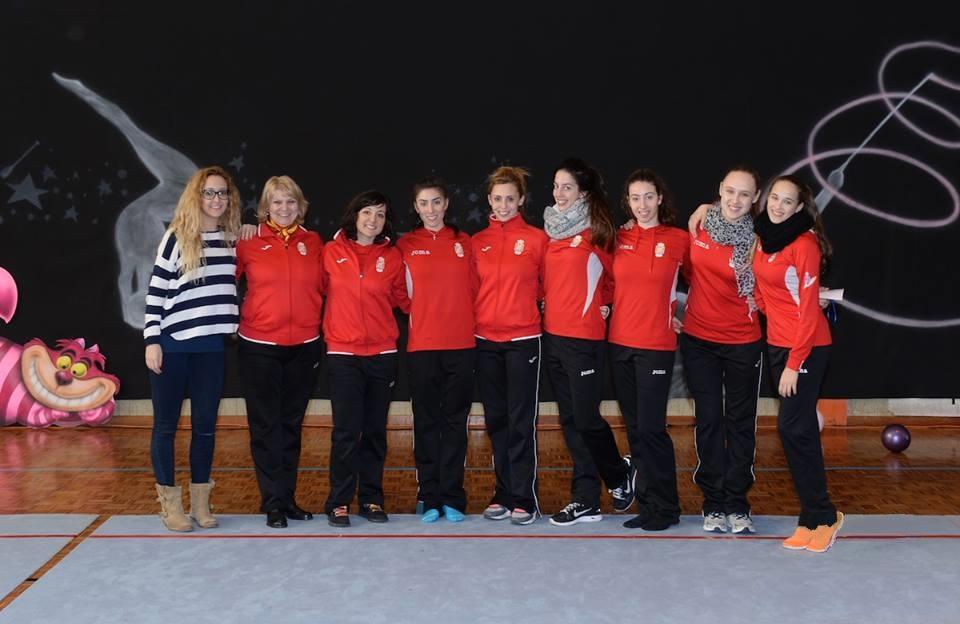
Redondo (centro) junto al conjunto español en una master class en Luarca (2015).

El 15 de enero de 2015 se confirmó su regreso a la competición como integrante del conjunto español al anunciarlo la revista Sobre el tapiz en sus páginas de Facebook y Twitter. A inicios de marzo, Redondo impartió junto a parte del conjunto una master class en Luarca (Asturias). Ese mismo mes tuvo lugar la primera competición de la temporada, el Grand Prix de Thiais, donde el conjunto español estrenó los dos nuevos ejercicios, el de 5 cintas y el de 2 aros y 6 mazas. El primero tenía como música la canción «Europa» de Mónica Naranjo, y el segundo un remix de District 78 del tema «Ameksa (The Shepard)» de Taalbi Brothers. En este inicio de temporada, Lidia y Claudia Heredia ocuparon los puestos de titular de las lesionadas Elena López y Lourdes Mohedano. El equipo acabó en el 6.º lugar en la general, mientras que consiguieron la medalla de plata en la final de 5 cintas y ocuparon el 8.º puesto en la de 2 aros y 6 mazas. Ese mismo mes, el combinado español viajó a Lisboa para disputar la prueba de la Copa del Mundo celebrada en la capital portuguesa. En la misma, lograron la medalla de bronce en la general, el 7.º puesto en la final de 5 cintas y nuevamente el bronce en la de 2 aros y 6 mazas. En abril, el conjunto disputó la Copa del Mundo de Pesaro, obteniendo la medalla de bronce en el concurso general, el 7.º puesto en 5 cintas y el 5.º en 2 aros y 6 mazas. A comienzos de mayo, el conjunto participó en sendas exhibiciones en el Campeonato de España en Edad Escolar, disputado en Ávila, y en el Torneo Internacional de Corbeil-Essonnes (Francia). A finales de mayo el equipo viajó a Taskent para participar en la Copa del Mundo celebrada en la capital uzbeka. Allí lograron dos medallas de plata tanto en el concurso general como en 2 aros y 6 mazas, y acabaron en la 6.ª posición en 5 cintas. En junio, el conjunto participó en los Juegos Europeos de Bakú 2015, obteniendo el 4.º puesto tanto en el concurso general como en la final de 5 cintas. En la Copa del Mundo de Sofía, celebrada en agosto, obtuvieron la 7.ª posición en el concurso general y la 6.ª en la final de 5 cintas. Ese mismo mes, en la Copa del Mundo de Kazán, lograron la 6.ª posición en la general y el 5.º puesto tanto en la final del mixto como en la de 5 cintas.

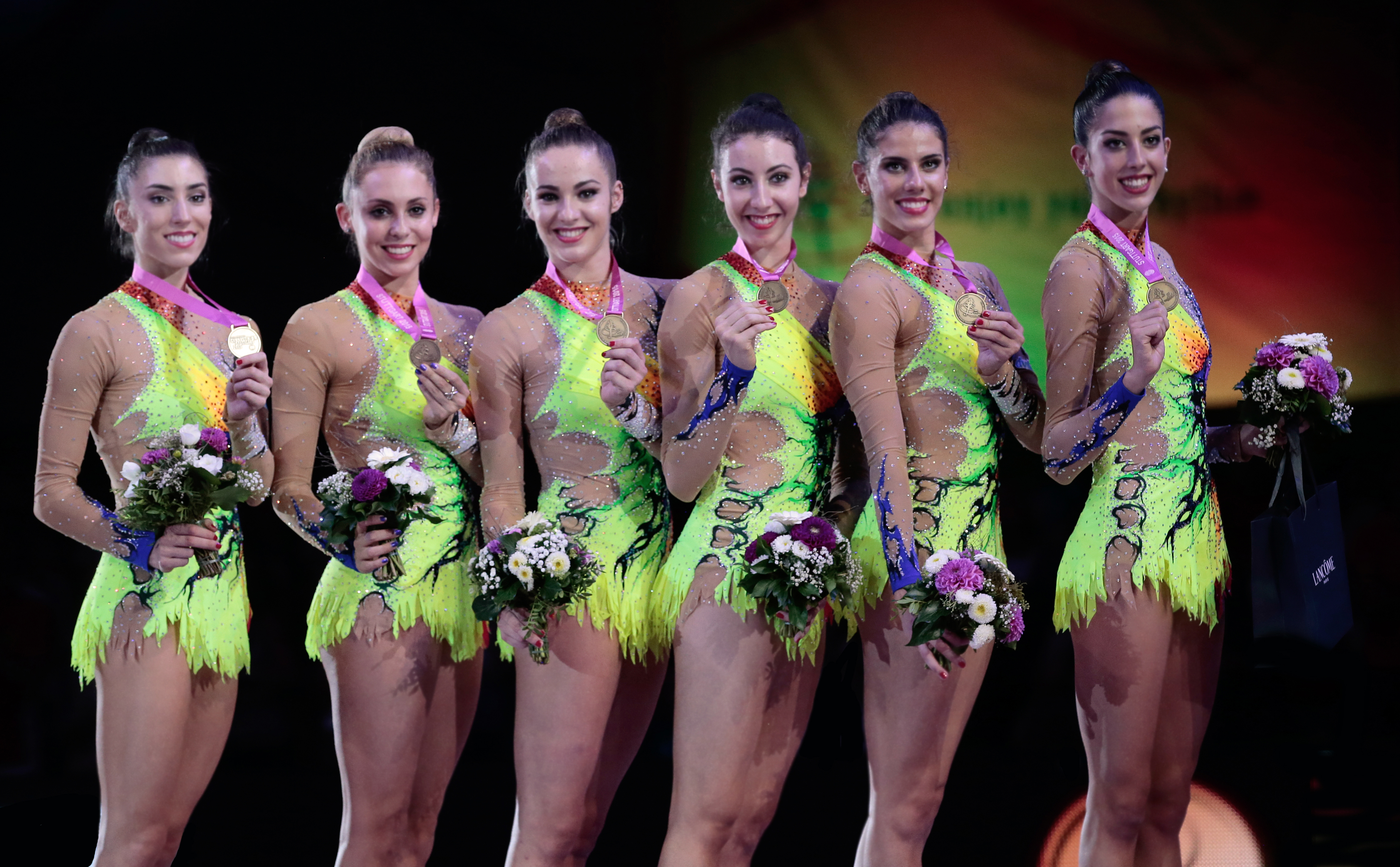
El equipo español con el bronce de la general en el Mundial de Stuttgart (2015).

En septiembre de 2015 se disputó el Campeonato Mundial de Stuttgart, clasificatorio para los Juegos Olímpicos. Aunque fue titular en las competiciones precedentes, Lidia fue gimnasta suplente en este campeonato. El primer día de competición, el 12 de septiembre, el conjunto español logró la medalla de bronce en el concurso general con una nota acumulada de 34,900, solo superada por Rusia y Bulgaria, oro y plata respectivamente. Era la primera medalla para España en la general de un Mundial desde 1998. Este puesto otorgó al combinado español una plaza directa para los Juegos Olímpicos de Río de Janeiro 2016. Lidia subió al podio junto a sus compañeras para recoger la medalla. El último día de competición, las españolas obtuvieron la 6.ª plaza en la final de 5 cintas. Durante este ejercicio, Artemi Gavezou se lesionó el pie. El equipo decidió entonces no participar en la final de 2 aros y 6 mazas, ya que además Lidia no podía competir al no estar inscrita en ese momento. El conjunto estuvo integrado en esta competición por Lidia, Sandra Aguilar, Artemi Gavezou, Elena López, Lourdes Mohedano y Alejandra Quereda. Este campeonato fue retransmitido en España por Teledeporte con la narración de Paloma del Río y Almudena Cid, siendo el primer Mundial que emitía una televisión española en dicho ciclo olímpico, ya que los dos anteriores no fueron transmitidos por ningún canal nacional.
Tras este bronce mundial, el conjunto español tuvo sendas recepciones en el Consejo Superior de Deportes y el Comité Olímpico Español, además de conceder numerosas entrevistas a diferentes medios de comunicación, participando por ejemplo en el programa de radio Planeta olímpico de Radio Marca o en el programa de televisión El hormiguero de Antena 3 el 24 de septiembre. El 17 de noviembre Lidia acudió como invitada junto a sus compañeras del conjunto español a los Premios Nacionales del Deporte, donde les fue entregada la Copa Barón de Güell como mejor equipo nacional de 2014, premio del Consejo Superior de Deportes que fue recogido por Alejandra Quereda, capitana del equipo, y por Jesús Carballo Martínez, presidente de la Federación, de manos del rey Felipe VI de España.
El 19 de octubre de 2015 se anunció que el conjunto español de gimnasia rítmica protagonizaría el tradicional anuncio de Navidad de la marca de cava Freixenet, y que este sería dirigido por el cineasta Kike Maíllo. El equipo realizó los ensayos del spot el 29 y el 30 de octubre, y se grabó entre los días 10 y 11 de noviembre en un plató de Barcelona. El anuncio, titulado «Brillar», se estrenó finalmente el 25 de noviembre en un evento en el Museo Marítimo de Barcelona, pudiendo verse desde ese día en la página web de Freixenet y en YouTube. Fue acompañado por la grabación de un documental promocional llamado Mereciendo un sueño, donde gimnastas y entrenadoras cuentan su día a día en el equipo nacional.

#### 2016 - 2017: nueva operación y periodo de descanso
A comienzos de marzo de 2016 logró con el equipo los 3 oros en juego en el Torneo Internacional de Schmiden (Alemania). El 18 de mayo fue operada con éxito del pie derecho en la Clínica Cemtro de Madrid por el doctor Manuel Leyes, mismo médico que ya la intervino del tobillo izquierdo en 2014. Tras recuperarse de la operación no regresó a los entrenamientos del equipo.
Actualmente, Lidia es graduada en INEF (Ciencias de la Actividad Física y el Deporte) por la Universidad Politécnica de Madrid. Es entrenadora nacional, Juez Nacional por la RFEG y Juez Internacional por la FIG.

## Equipamientos
| Período     | Proveedor    |
| ----------- | ------------ |
| 2009 - 2011 | Tanitex      |
| 2013        | Gibon Esport |

| Período      | Proveedor        |
| ------------ | ---------------- |
| 2008 - 2016  | Dvillena Esport  |
| 2010 - 2012  | Mercury          |
| 2012 - 2013  | Gibon Esport     |
| 2012 (JJ.OO) | Bosco di Ciliegi |
| 2013 - 2015  | Joma             |
| 2015 - 2016  | Adidas           |
| 2016         | Oysho            |

| Período     | Proveedor       |
| ----------- | --------------- |
| 2008 - 2016 | Dvillena Esport |

## Música de los ejercicios
| Año                    | Aparatos                               | Música |
| ---------------------- | -------------------------------------- | --- |
| 2007 (Conjunto júnior) | 10 mazas                               | «Be» de Mayumana. |
| 2008                   | 5 cuerdas                              | Medley de varios temas, entre ellos «Asesinato del padre» de la banda sonora de Salomé (compuesta por Roque Baños), y «One» y «Capitán Casanova» de Rodrigo y Gabriela. |
| 2008                   | 3 aros y 4 mazas                       | «Apocalypse Warrior (Drone)», «Voices of War (Emotional Version Featuring Female Vocal)», «Apocalypse Warrior (Orchestral Action Version)», «Voices of War (Action Version Featuring Choral)», «Apocalypse Warrior (Emotional Version Featuring Female Vocal)» y «New Empire (Orchestral Action version)», todos del álbum The Final Combat de Philippe Guez y Patrick Maarek. |
| 2009 - 2010            | 5 aros                                 | «Nothing Else Matters» y «Path», de Apocalyptica. |
| 2009 - 2010            | 3 cintas y 2 cuerdas                   | «El Hada Azul» y «Lucha con el monstruo marino», de la banda sonora del espectáculo de danza Pinocchio, compuesta por Roque Baños e interpretada por la Orquesta Sinfónica Ciudad de Praga. |
| 2011 - 2012            | 5 pelotas                              | «Red Violin» de Ikuko Kawai (un tema basado en el adagio del Concierto de Aranjuez) |
| 2011 - 2012            | 3 cintas y 2 aros                      | Malagueña de Ernesto Lecuona en las versiones de Stanley Black And His Orchestra y de Plácido Domingo. |
| 2012 - 2013            | Ejercicio de exhibición (Manos libres) | «Gravity» de Sara Bareilles. |
| 2013 - 2014            | 10 mazas                               | «A ciegas» de Miguel Poveda. |
| 2013                   | 3 pelotas y 2 cintas                   | «Still», «Big Palooka» y «Jive and Jump», de The Jive Aces. |
| 2013 - 2014            | Ejercicio de exhibición (Manos libres) | «Untouched» de The Veronicas. |
| 2015                   | 5 cintas                               | «Europa» de Mónica Naranjo. |
| 2015                   | 2 aros y 6 mazas                       | Remix por parte de District 78 del tema «Ameksa (The Shepard)» de Taalbi Brothers. |
| 2016                   | 5 cintas                               | «Vidacarnaval» de Carlinhos Brown, «Bahiana/Batucada» de Inner Sense y Richard Sliwa, y «Sambuka» de Artem Uzunov. |
| 2016                   | 2 aros y 6 mazas                       | Los temas flamencos «Cementerio judío», «Soleá» y «La aurora de Nueva York», interpretados por la Compañía Rafael Amargo y Montse Cortés. |

## Palmarés deportivo

### Selección española
| 2005 - Torneo Internacional de Portimão Plata en concurso general Bronce en 5 pelotas - Torneo Internacional de Nizni Nóvgorod 5.º puesto en final (5 pelotas) - Campeonato de Europa de Moscú 4.º puesto en calificación 4.º puesto en final (5 pelotas) 2006 - Torneo Internacional Irina Deleanu de Bucarest 6.º puesto en aro 2007 - Torneo Internacional júnior anexo a la Copa del Mundo en Portimão 5.º puesto en concurso general 8.º puesto en 10 mazas - Torneo Internacional de Ginebra Bronce en final (10 mazas) - Campeonato de Europa de Bakú 6.º puesto en calificación 7.º puesto en final (10 mazas) 2008 - Grand Prix de Marbella / Andalucía Cup de Conjuntos Oro en 5 cuerdas 2009 - Grand Prix de Thiais Plata en concurso general Plata en 5 aros Plata en 3 cintas y 2 cuerdas - Prueba de la Copa del Mundo en Portimão Plata en concurso general 6.º puesto en 5 aros Plata en 3 cintas y 2 cuerdas - Torneo Premundial de Chieti Plata en 5 aros Plata en 3 cintas y 2 cuerdas - Prueba de la Copa del Mundo en Minsk 6.º puesto en concurso general 4.º puesto en 5 aros 4.º puesto en 3 cintas y 2 cuerdas - Campeonato del Mundo de Mie 6.º puesto en concurso general 6.º puesto en 5 aros 7.º puesto en 3 cintas y 2 cuerdas 2010 - Grand Prix de Thiais Bronce en concurso general 4.º puesto en 5 aros Plata en 3 cintas y 2 cuerdas - Campeonato de Europa de Bremen 5.º puesto en concurso general 8.º puesto en 5 aros 6.º puesto en 3 cintas y 2 cuerdas - Campeonato del Mundo de Moscú 15.º puesto en concurso general 8.º puesto en 3 cintas y 2 cuerdas 2011 - Prueba de la Copa del Mundo en Portimão 7.º puesto en concurso general 7.º puesto en 5 pelotas 7.º puesto en 3 cintas y 2 aros - US Classics Competition en Orlando Oro en concurso general Oro en 5 pelotas Oro en 3 cintas y 2 aros - II Meeting en Vitória (Brasil) Oro en concurso general Oro en 5 pelotas Oro en 3 cintas y 2 aros - Prueba de la Copa del Mundo en Tel Aviv 11.º puesto en concurso general - Campeonato del Mundo de Montpellier 12.º puesto en concurso general 6.º puesto en 5 pelotas - Torneo Internacional Ciudad de Zaragoza Plata en concurso general | 2012 - Torneo Preolímpico de Londres 2012 Oro en concurso general - Grand Prix de Thiais 8.º puesto en concurso general 4.º puesto en 3 cintas y 2 aros - Prueba de la Copa del Mundo en Pesaro 5.º puesto en concurso general 8.º puesto en 3 cintas y 2 aros - Torneo Internacional de Benidorm Oro en concurso general - Prueba de la Copa del Mundo en Sofía Bronce en concurso general 4.º puesto en 5 pelotas Oro en 3 cintas y 2 aros - Campeonato de Europa de Nizni Nóvgorod 5.º puesto en concurso general 5.º puesto en 5 pelotas 7.º puesto en 3 cintas y 2 aros - Prueba de la Copa del Mundo en Minsk Bronce en concurso general 4.º puesto en 5 pelotas 4.º puesto en 3 cintas y 2 aros - Juegos Olímpicos de Londres 2012 5.º puesto en calificación 4.º puesto en final y diploma olímpico 2013 - Grand Prix de Thiais Bronce en concurso general Plata en 10 mazas 4.º puesto en 3 pelotas y 2 cintas - Prueba de la Copa del Mundo en Lisboa Oro en concurso general 5.º puesto en 10 mazas Bronce en 3 pelotas y 2 cintas - Prueba de la Copa del Mundo en Sofía 7.º puesto en concurso general Plata en 10 mazas 8.º puesto en 3 pelotas y 2 cintas - Torneo Internacional Ciudad de Barcelona Oro en concurso general 2015 - Grand Prix de Thiais 6.º puesto en concurso general Plata en 5 cintas 8.º puesto en 2 aros y 6 mazas - Prueba de la Copa del Mundo en Lisboa Bronce en concurso general 7.º puesto en 5 cintas Bronce en 2 aros y 6 mazas - Prueba de la Copa del Mundo en Pesaro Bronce en concurso general 7.º puesto en 5 cintas 5.º puesto en 2 aros y 6 mazas - Prueba de la Copa del Mundo en Taskent Plata en concurso general 6.º puesto en 5 cintas Plata en 2 aros y 6 mazas - Juegos Europeos de Bakú 2015 4.º puesto en concurso general 4.º puesto en 5 cintas - Prueba de la Copa del Mundo en Sofía 7.º puesto en concurso general 6.º puesto en 5 cintas - Prueba de la Copa del Mundo en Kazán 6.º puesto en concurso general 5.º puesto en 5 cintas 5.º puesto en 2 aros y 6 mazas - Campeonato del Mundo de Stuttgart* Bronce en concurso general 6.º puesto en 5 cintas 2016 - Torneo Internacional de Schmiden Oro en concurso general Oro en 5 cintas Oro en 2 aros y 6 mazas |

*Como suplente del equipo en ambos ejercicios

## Premios, reconocimientos y distinciones
- Premio Pasaporte Olímpico 2011 de los lectores a los deportistas más destacados (2012)[49]
- Mención Especial (junto al resto del conjunto 4.º en los Juegos Olímpicos) en la Gala Anual de Gimnasia de la Federación Cántabra de Gimnasia (2013)[50]
- Galardonada en los XIII Premios Granada Joven por el Instituto Andaluz de la Juventud (2013)[51]
- Insignia de Oro de la Federación Andaluza de Gimnasia (2013)
- Placa Honorífica en la Ciudad Deportiva de Armilla, por la Diputación Provincial de Granada (2013)[52][53]
- Trofeo por la consecución de la medalla de bronce en Stuttgart, otorgado por el Ayuntamiento de Guadalajara en el V Trofeo Maite Nadal (2015)[54]
- Mejor Equipo en los Premios Mujer, Deporte y Empresa, entregados en el I Congreso Ibérico Mujer, Deporte y Empresa (2015)[55]
- Premio Internacional por la consecución de la medalla de bronce en Stuttgart en la XXIII Noche del Deporte de Mollet del Vallès (2016)[56]
- Distinción (junto al resto del conjunto) en la Gala del Deporte de Ceuta (2016)[57][58]
- Medalla de Oro del Ayuntamiento de La Zubia (2016)[59]
- Galardonada (junto al resto del conjunto) en la XXXVI Gala Nacional del Deporte de la Asociación Española de la Prensa Deportiva (2016)[60]

### Otros honores
- El Pabellón Municipal de La Zubia (Granada) lleva su nombre desde el 19 de marzo de 2023.[61]

## Galería

### Final de conjuntos en los Juegos Olímpicos de Londres 2012

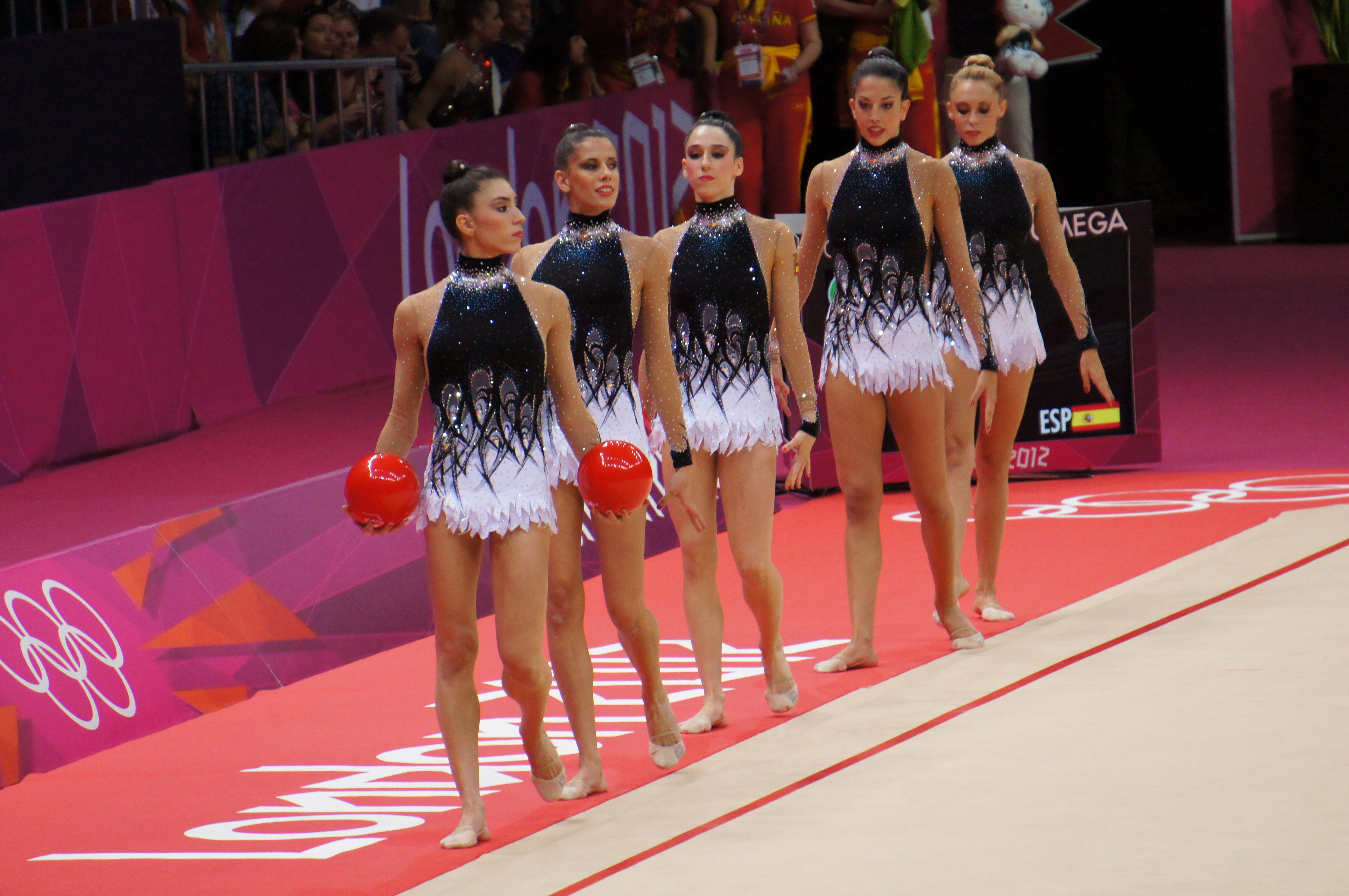
De izquierda a derecha, Sandra, Lourdes, Loreto, Alejandra y Lidia.
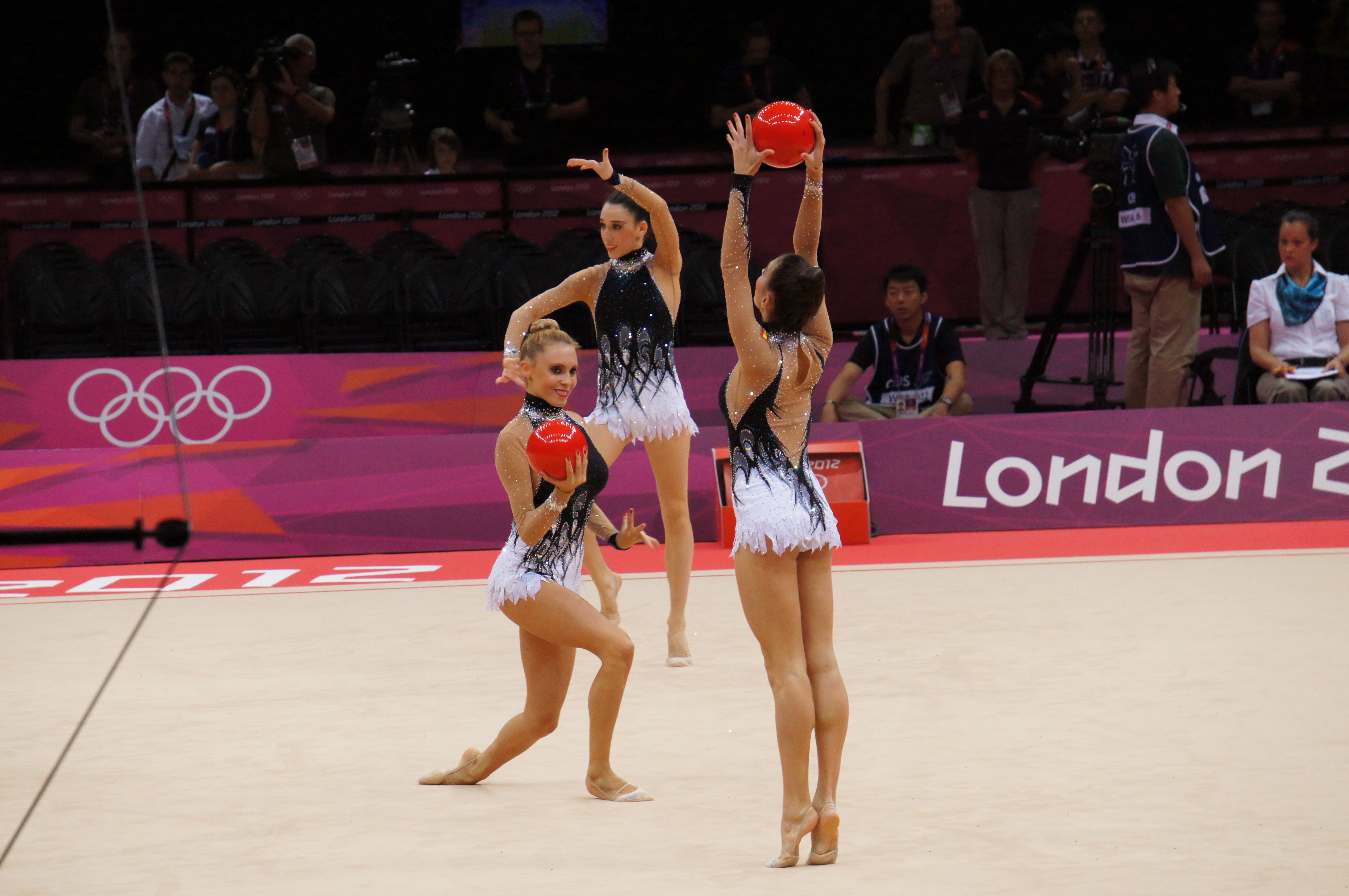
Un momento del ejercicio de 5 pelotas. Alejandra, de espaldas, seguida por Lidia y Loreto, al fondo.
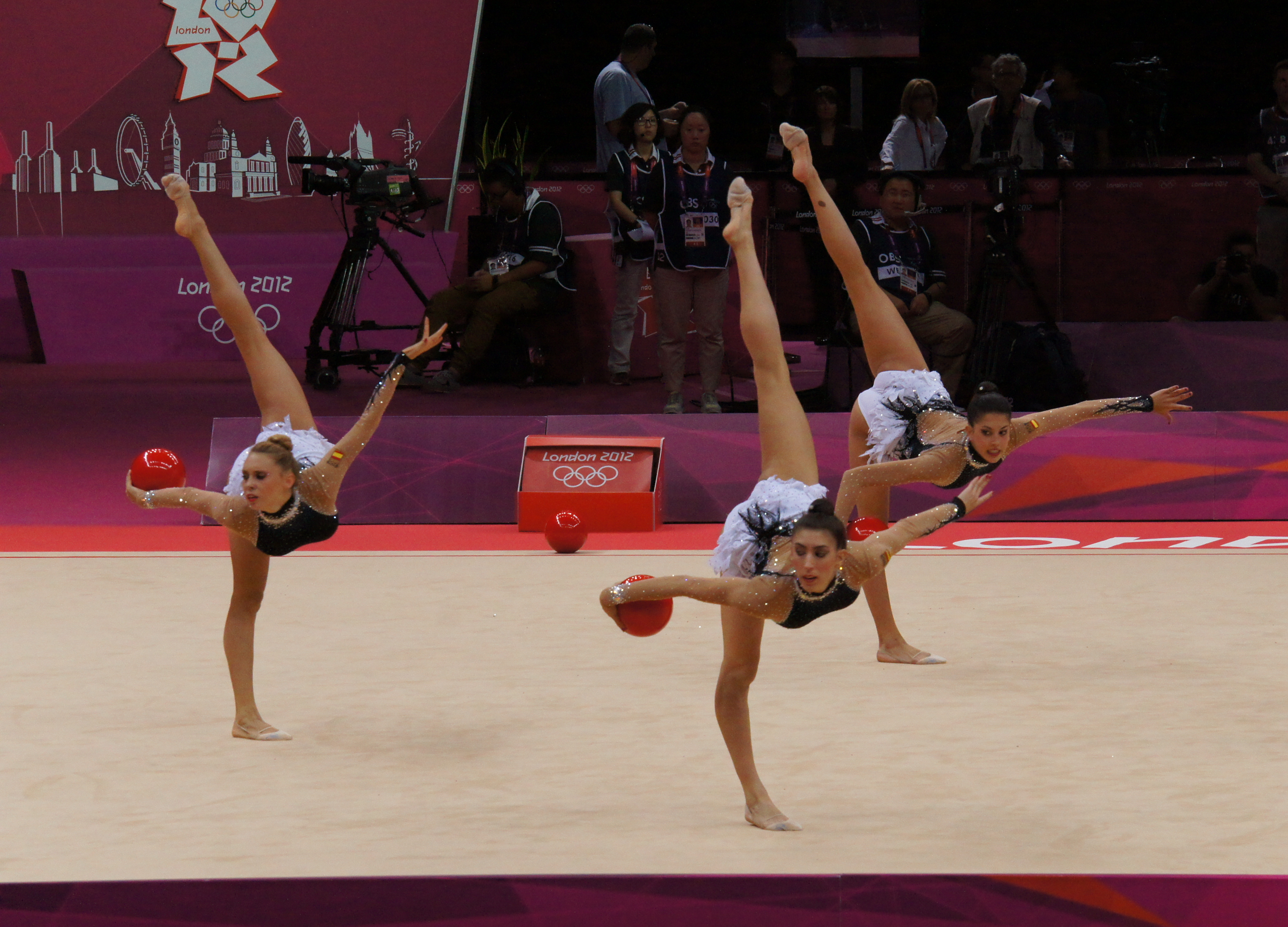
De izquierda a derecha, Lidia, Sandra y Alejandra, realizando un giro penché (o en plancha frontal).
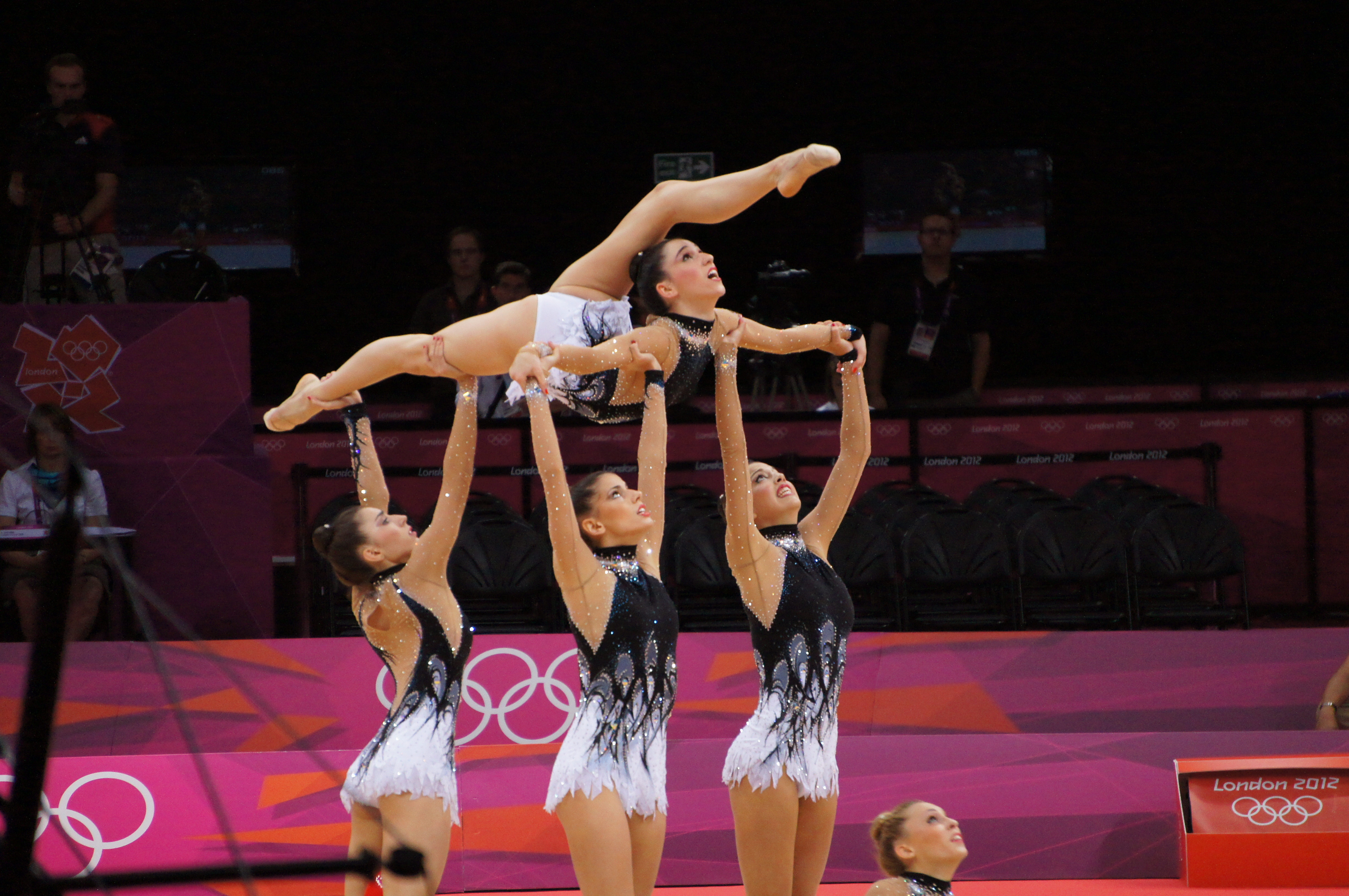
Sandra, Lourdes y Alejandra, sosteniendo a Loreto en otro momento del ejercicio de 5 pelotas.
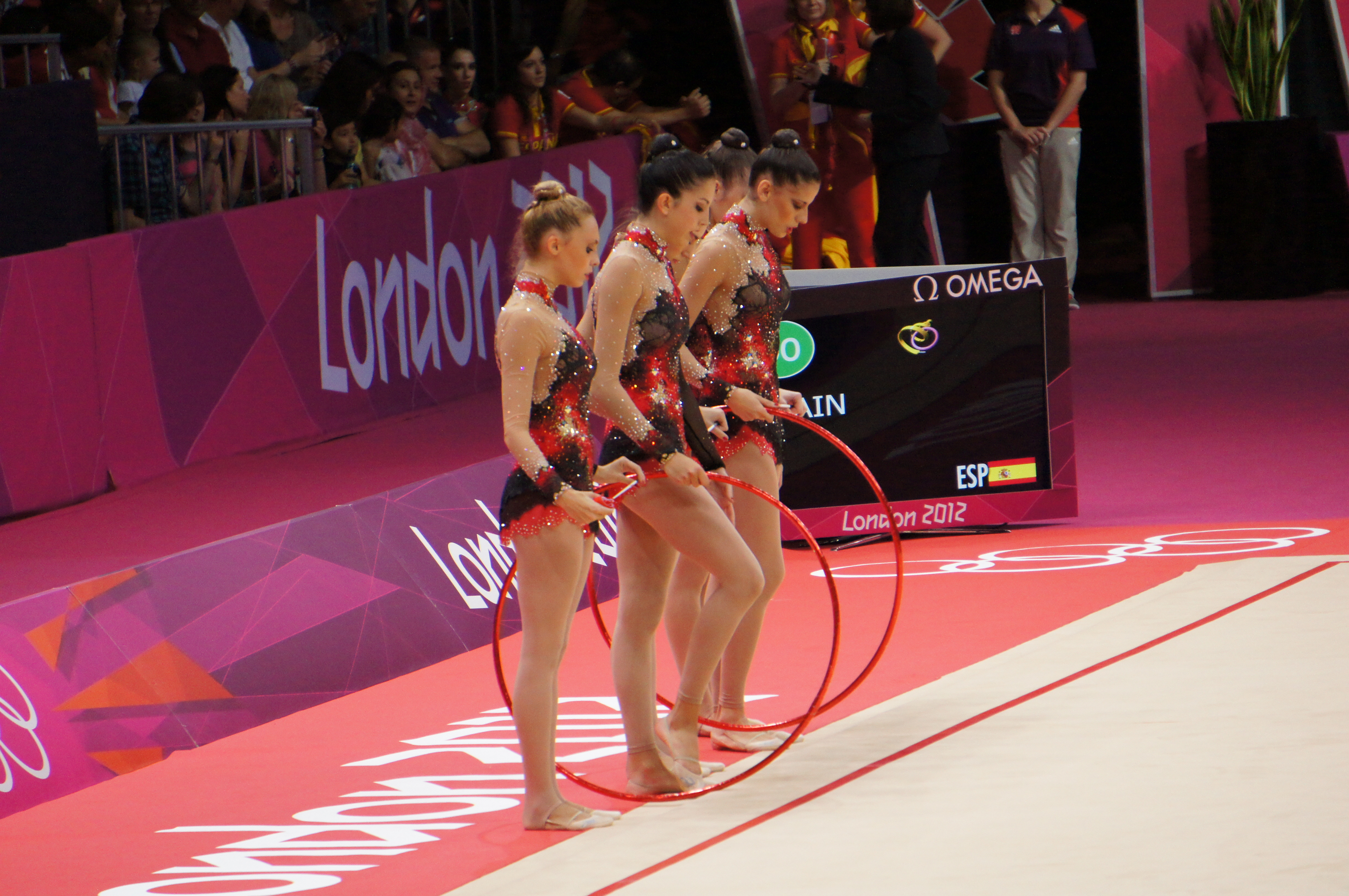
Las componentes del equipo antes de realizar el ejercicio de 3 cintas y 2 aros.
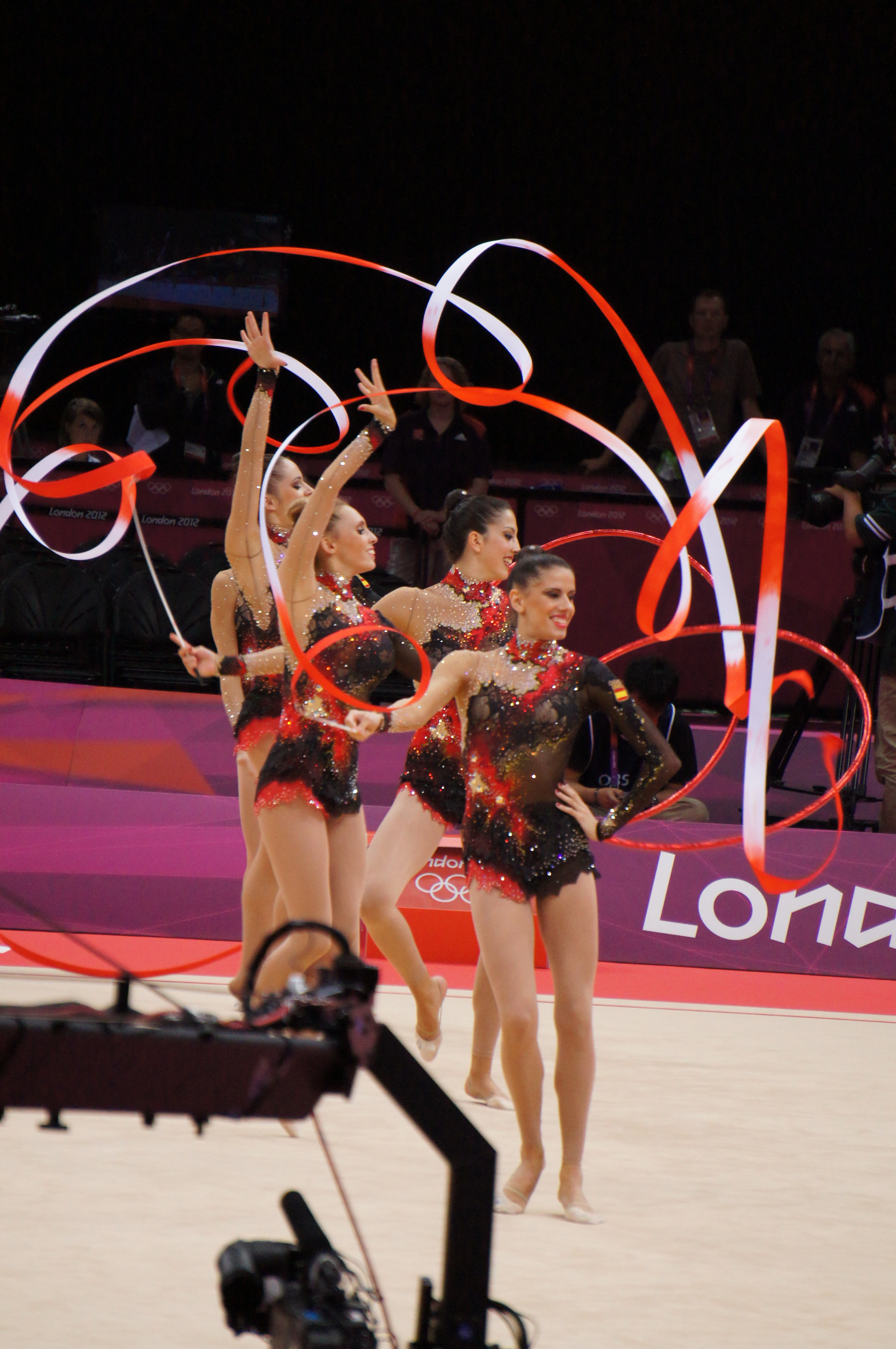
El conjunto durante el ejercicio mixto.
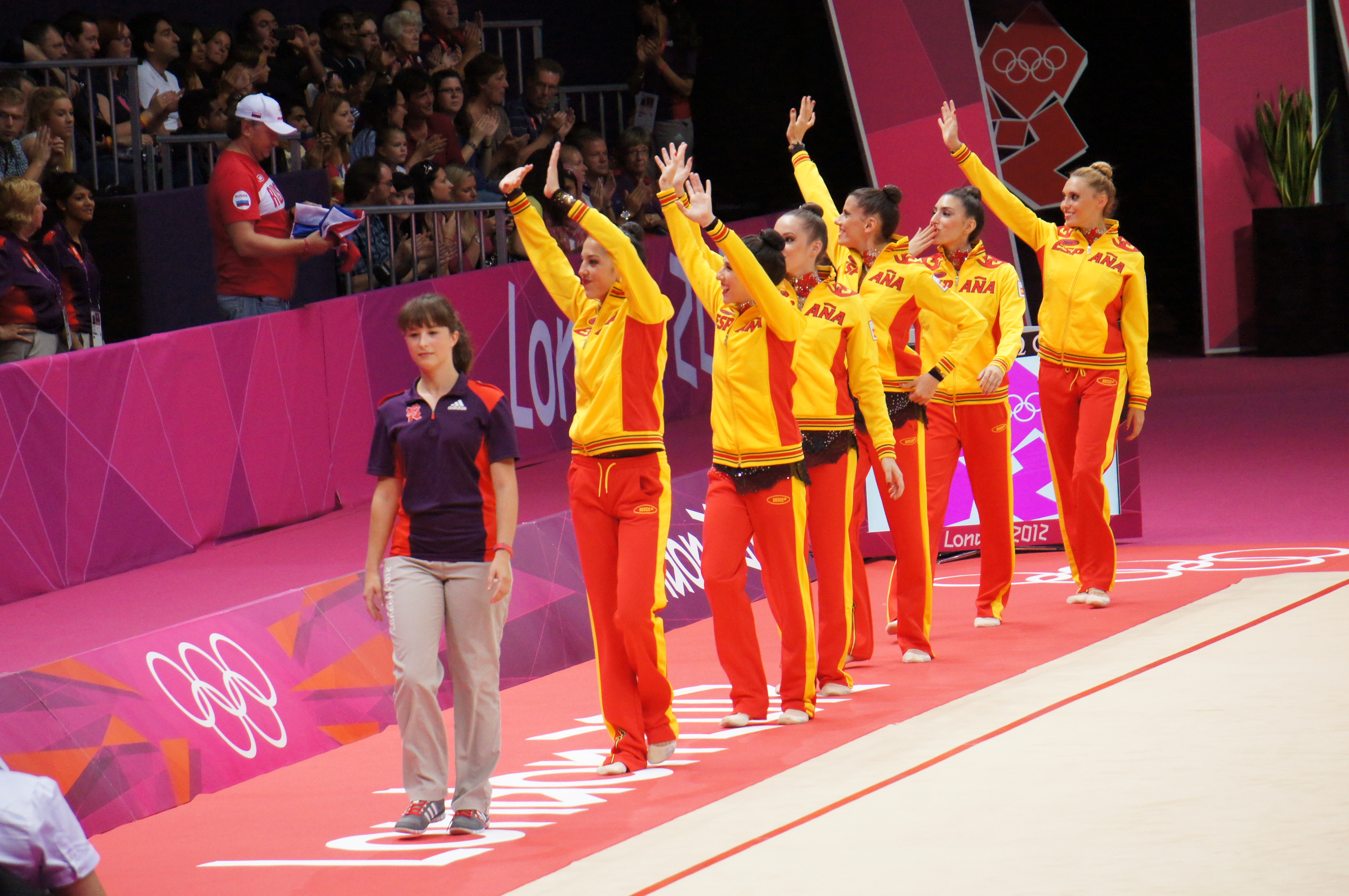
El equipo español saludando al público tras finalizar la competición.

## Filmografía

### Programas de televisión
| Programas de televisión | Programas de televisión | Programas de televisión | Programas de televisión              |
| Año                     | Título                  | Cadena                  | Notas                                |
| ----------------------- | ----------------------- | ----------------------- | ------------------------------------ |
| 2004                    | Escuela del deporte     | La 2 de TVE             | Aparición en reportaje               |
| 2010                    | Objetivo 2012           | Teledeporte             | Aparición en reportaje               |
| 2011                    | Objetivo 2012           | Teledeporte             | Aparición en reportaje               |
| 2012                    | Objetivo 2012           | Teledeporte             | Aparición en reportaje               |
| 2012                    | Comando actualidad      | La 1 de TVE             | Aparición en reportaje               |
| 2015                    | El hormiguero           | Antena 3                | Invitada junto al resto del conjunto |
| 2015                    | Objetivo Río            | Teledeporte             | Aparición en reportaje               |

### Películas
| Películas | Películas           | Películas  | Películas                                        | Películas    |
| Año       | Título              | Personaje  | Notas                                            | Director     |
| --------- | ------------------- | ---------- | ------------------------------------------------ | ------------ |
| 2015      | Vidas olímpicas     | Ella misma | Documental sobre el Proyecto FER                 | César Martí  |
| 2015      | Mereciendo un sueño | Ella misma | Cortometraje documental promocional de Freixenet | Jorge Cosmen |

### Publicidad
- Spots de Navidad para Dvillena, entonces patrocinador de la RFEG (2013 y 2015).[63]
- Vídeo promocional de la RFEG titulado «El sueño de volar» (imágenes de archivo), dirigido por Carlos Agulló (2015).[64]
- Anuncio de televisión para Divina Pastora Seguros, patrocinador de la RFEG, de la campaña «Corre. Vuela. No te detengas» (2015).
- Anuncios de televisión de Navidad de Freixenet de las campañas «Brillar» (2015) y «Brillar 2016» (2016), dirigidos por Kike Maíllo.
- Vídeo promocional de la RFEG titulado «A ritmo de Río», dirigido por Carlos Agulló (2016).[65]